# Skjern Garden
Skjern Garden er en dansk garde med hovedsæde i Skjern. Garden blev etableret 2. september 1985. 
Garden består af både piger og drenge i alderen 8-30 år, som spiller på henholdsvis messinginstrumenter, fløjter og slagtøj. 
Garden optræder ved bl.a. byfester, fødselsdage, studenteroptog og juleoptog.  
Skjern Garden er fast deltager i DM for Bygarder, som afholdes hvert andet år. 
Derudover har Garden været på flere udlandsture; i 2018 gik turen til Prag og i 2016 til Amsterdam. 

## Resultater
| År      | Kategori                   | Placering | Points | Dirigent                       |
| ------- | -------------------------- | --------- | ------ | ------------------------------ |
| DM 2019 | Tambourkorps koncert       | 3. plads  | 93,56  | Mikkel Jenkov                  |
| DM 2022 | Tambourkorps koncert       | 3. plads  | 93,50  | Mikkel Jenkov                  |
| DM 2022 | Trommekorps Junior koncert | 2. plads  | 83,75  | Hanne Helene Sønderup Andersen |
| DM 2022 | Største Fremgang           |           |        |                                |